# Thanawat Gaweenuntawong
Thanawat Gaweenuntawong (* 6. Mai 1967 in Bangkok) ist ein thailändischer Dartspieler.

## Karriere
Gaweenuntawong begann seine Laufbahn 1993 im Steel- sowie im Soft-Tip-Darts und konnte acht Jahre später mit dem Finaleinzug bei den Singapore Open erstmals international auf sich aufmerksam machen. Anschließend spielte er über ein Jahrzehnt bei der British Darts Organisation und trat 2015 der PDC bei. Dort gewann er auf Anhieb den South Asian Qualifier und nahm an der PDC-Weltmeisterschaft 2016 in London teil, wo er in der Vorrunde dem Deutschen René Eidams mit 0:2 unterlag. Von 2014 bis 2018 nahm Gaweenuntawong mit Thailand am World Cup of Darts teil, wo er jeweils in der 1. Runde scheiterte. Seit 2018 spielt er hauptsächlich noch Turniere im asiatischen Raum. Dort erreichte er im gleichen Jahr das Viertelfinale der PDC Asian Tour Malaysia 1, wo er Royden Lam aus Hongkong mit 2:5 unterlag. Zuletzt kam Gaweenuntawong 2019 in die Runde der letzten 16 bei den Taiwan Open.

## Weltmeisterschaftsresultate
- 2016: Vorrunde (0:2-Niederlage gegen  René Eidams)